# Shauna Mullin
Shauna Mullin (Johannesburgo, 11 de septiembre de 1984) es una jugadora de voleibol de playa británica y exjugadora de voleibol de interior de Escocia. Se crio en Sudáfrica y Malasia, pero juega para Escocia y Gran Bretaña. Fue elegida como una de las dos jugadoras para ocupar el puesto de clasificación de la nación local en los Juegos Olímpicos de Londres 2012.

## Primeros años de vida
Mullin nació en Sudáfrica y descubrió el voleibol por primera vez mientras vivía en Malasia. Su padre era gerente de un hotel, por lo que la familia de Mullin se mudó mucho cuando ella era niña y pasó un tiempo en internados.  En 1999, su familia se mudó a Edimburgo, Escocia, ella obtuvo una maestría en Administración con Derecho Comercial en la Universidad Heriot-Watt. Siguió una segunda maestría, en Marketing en la Universidad de Bath.

## Carrera profesional
Participó en la selección nacional de voleibol de Escocia entre 2003 y 2006. Mientras estaba en la universidad, apareció para el equipo británico en el Campeonato Mundial Universitario de Voleibol de Playa y se unió al programa británico de voleibol de playa en 2006. Comenzó a competir en la Federación Internacional de Voleibol en 2007.
Durante la gira, junto con su pareja Zara Dampney, vendió espacio publicitario en la parte posterior de su bikini, alojando un código QR para la casa de apuestas Betfair. Compitieron en el evento de prueba olímpico en Londres y ganaron todos sus juegos grupales, pero fueron derrotados en la segunda ronda eliminatoria por el equipo brasileño que ganó el torneo.
Terminaron en el puesto 17 en el Campeonato Mundial de 2011, lo que los convirtió en la pareja británica mejor posicionada. Fueron eliminadas por las actuales campeonas olímpicas, Misty May-Treanor y Kerri Walsh.
Dampney y Mullin recibieron el lugar de la nación anfitriona para el voleibol de playa en los Juegos Olímpicos de Londres 2012, donde los eventos se llevarán a cabo en Horse Guards Parade. Serán la primera pareja británica en competir en este deporte en unos Juegos Olímpicos desde 1996. A partir del anuncio de que competirán en los Juegos Olímpicos, Dampney y Mullins ocuparon el puesto 37 en el mundo. Desafortunadamente, aunque la pareja llegó al partido de los perdedores afortunados, fueron eliminados por la pareja austriaca de Schwaiger y Schwaiger.